# Polaincourt-et-Clairefontaine
Polaincourt-et-Clairefontaine è un comune francese di 803 abitanti situato nel dipartimento dell'Alta Saona nella regione della Borgogna-Franca Contea.

## Società

### Evoluzione demografica
Abitanti censiti